# 伊萬·納瓦羅
伊萬·納瓦羅（Iván Navarro，1981年10月19日—）是一位西班牙職業網球運動員，2001年轉職業，他的球拍和服裝由Head和李寧所贊助，他的打法傾向於發球上網，球風與同胞費利西亞諾·洛佩斯相似，他在球場上，當發球時或接發球，有著更換球拍的習慣。
他的生涯單打最高排名為67位（2009年3月2日）。

## 外部連結
- 伊萬·納瓦羅（英文/西班牙文）的官方資料
- 伊萬·納瓦羅的國際網球總會 職業／青少年 官方資料（英文）
- 伊萬·納瓦羅的官方資料（英文）